# Мейснер, Вальтер Фриц
Вальтер Фриц Мейснер (нем. Fritz Walther Meißner; 16 декабря 1882, Берлин — 16 ноября 1974, Мюнхен) — немецкий физик, член Баварской академии наук. Учился в Берлинском технологическом и Берлинском техническом университетах. Основал в Берлине криогенную лабораторию. С 1934 года — профессор Мюнхенского университета.
Основные работы посвящены физике низких температур. Открыл сверхпроводимость многих сплавов и соединений. В 1933 году, совместно с Р. Оксенфельдом наблюдал вытеснение магнитного поля из сверхпроводников (эффект Мейснера).